# Up Where We Belong
«Up Where We Belong» (en español: «Hacia dónde pertenecemos») es el título de una canción del año 1982 y tema central de la película del mismo año An Officer and a Gentleman (en España, Oficial y caballero; en Argentina, México y Perú, Reto al destino). El sencillo está escrito por Jack Nitzsche y coescrito por Buffy Sainte-Marie con letras de Will Jennings e interpretada por Joe Cocker junto con Jennifer Warnes.

## Lista y galardones
El sencillo fue publicado por la discográfica Island Records en 1982, y alcanzó el primer puesto de la Billboard Hot 100 en Estados Unidos durante tres semanas a partir del 6 de noviembre de 1982 y en Reino Unido fue número 7 en la lista de ventas del país.
La canción significó el primer y único número 1 para Joe Cocker en Estados Unidos. Mientras tanto, para Jennifer Warnes fue el primero, precediendo a (I've Had) The Time of My Life de 1987.
«Up Where We Belong» fue premiada con un Oscar a la mejor canción en la edición de 1982 y Globo de Oro a la mejor canción en 1983. Un año después ganó un BAFTA. Cocker y Warnes también se hicieron con un Grammy a la mejor interpretación realizada por un dúo o grupo.

### Listado internacional
| Lista de ventas por país (1982-1983)         | Puesto |
| -------------------------------------------- | ------ |
| Noruega                                      | 3      |
| RPM Sencillos de Canadá                      | 1      |
| RPM Adult Contemporary Tracks de Canadá      | 2      |
| España                                       | 2      |
| Sudáfrica                                    | 1      |
| Nueva Zelanda                                | 3      |
| U.S. Billboard Hot 100                       | 1      |
| U.S. Billboard Hot Adult Contemporary Tracks | 3      |
| Australia                                    | 1      |
| Suecia                                       | 3      |
| Suiza                                        | 7      |
| Reino Unido                                  | 7      |
| Austria                                      | 14     |

| Predecesor: «Who Can It Be Now?» de Men at Work | U.S. Billboard Hot 100 — Sencillo N°. 1 6 de noviembre de 1982 - 26 de noviembre de 1982 | Sucesor: «Truly» de Lionel Richie |

## An Officer and a Gentleman
Richard Gere eludió en el rodaje el final de la película, en donde Zack Mayo llega a la fábrica en la que trabaja Paula y se la lleva en brazos, al pensar que no funcionaría por ser demasiado sentimental. El director, Taylor Hackford, coincidió con el actor hasta que, en un ensayo, los extras empezaron aplaudir y llorar. Tras ver la mencionada escena con la música, Gere declaró sentirse con los pelos como escarpias con el resultado final y añadió que Hackford tomó la decisión correcta.
Por otro lado, el productor, Don Simpson, exigió sin éxito que se eliminara el sencillo de la película, al declarar que la canción no era buena.